# حشره‌خوار باتلاقی ساوانا
 حشره‌خوار باتلاقی ساوانا (نام علمی: Crocidura longipes) نام یک گونه از سرده حشره‌خوارهای دندان‌سفید است.